# Ludwigsburg
Ludwigsburg (en español e históricamente Luisburgo) (pronunciación en alemán: /ˈluːtvɪçsˌbʊʁk/ⓘ) es una ciudad alemana en el centro de Baden-Wurtemberg, aproximadamente a doce kilómetros del centro de la capital Stuttgart. Es la capital y la ciudad más grande del distrito homónimo. El castillo residencial caracteriza el centro de la ciudad.

## Geografía

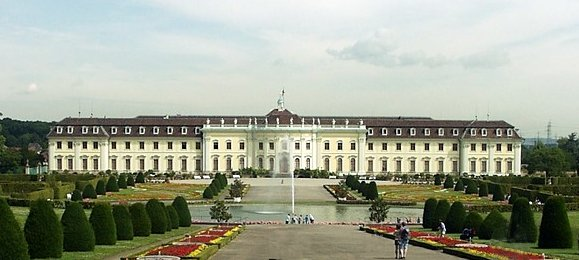
Palacio de Luisburgo

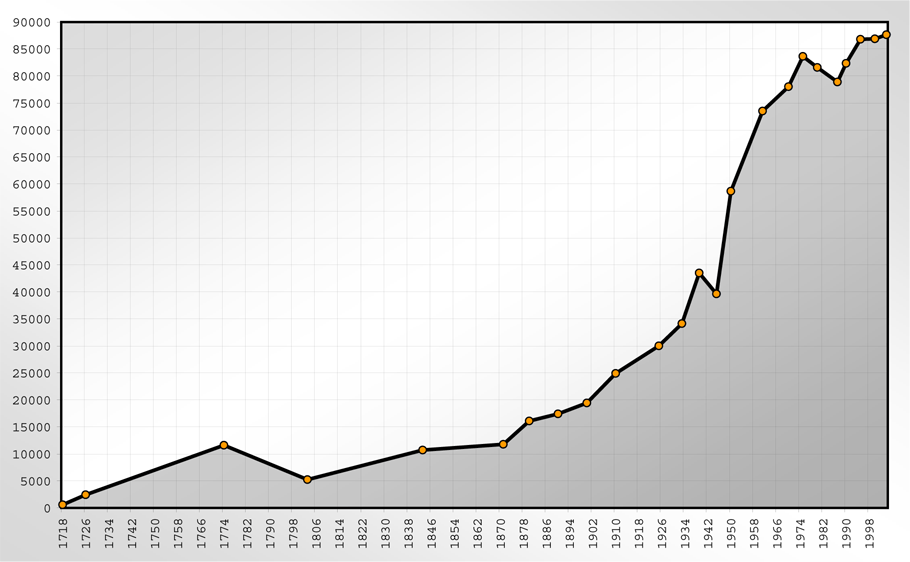
Estadística de habitantes.

Ludwigsburg se halla en una meseta de la cuenca del Neckar llamada "Langes Feld", entre el monte Hohenasperg y el valle del Neckar. Por el centro pasa el río Tälesbach que desemboca en el Neckar unos tres kilómetros al noroeste. El punto más alto de la ciudad es el Lemberg con unos 365,1 m, el punto más bajo es el Neckar a unos 196 m de altitud.
Las siguientes municipalidades hacen frontera con Luisburgo, todas ellas forman parte de la comarca Ludwigsburg. En el sentido de la agujas del reloj, comenzando en el noroeste: 
Marbach am Neckar, Erdmannhausen, Affalterbach, Remseck am Neckar, Kornwestheim, Möglingen, Asperg, Tamm, Freiberg am Neckar y Benningen am Neckar.

## Educación
Desde 2007 la Academia de Cine de Baden-Württemberg.

## Ciudades hermanadas
- Montbéliard, Francia (desde 1950)
- Caerphilly (Gales), Reino Unido (desde 1960)
- Eupatoria, Ucrania (desde 1990)
- Saint Charles (Misuri), Estados Unidos (desde 1995)
- Nový Jičín, Chequia (desde 2012)
- Bérgamo, Italia (desde 2022)[1]